# Юность (кинотеатр, Николаев)

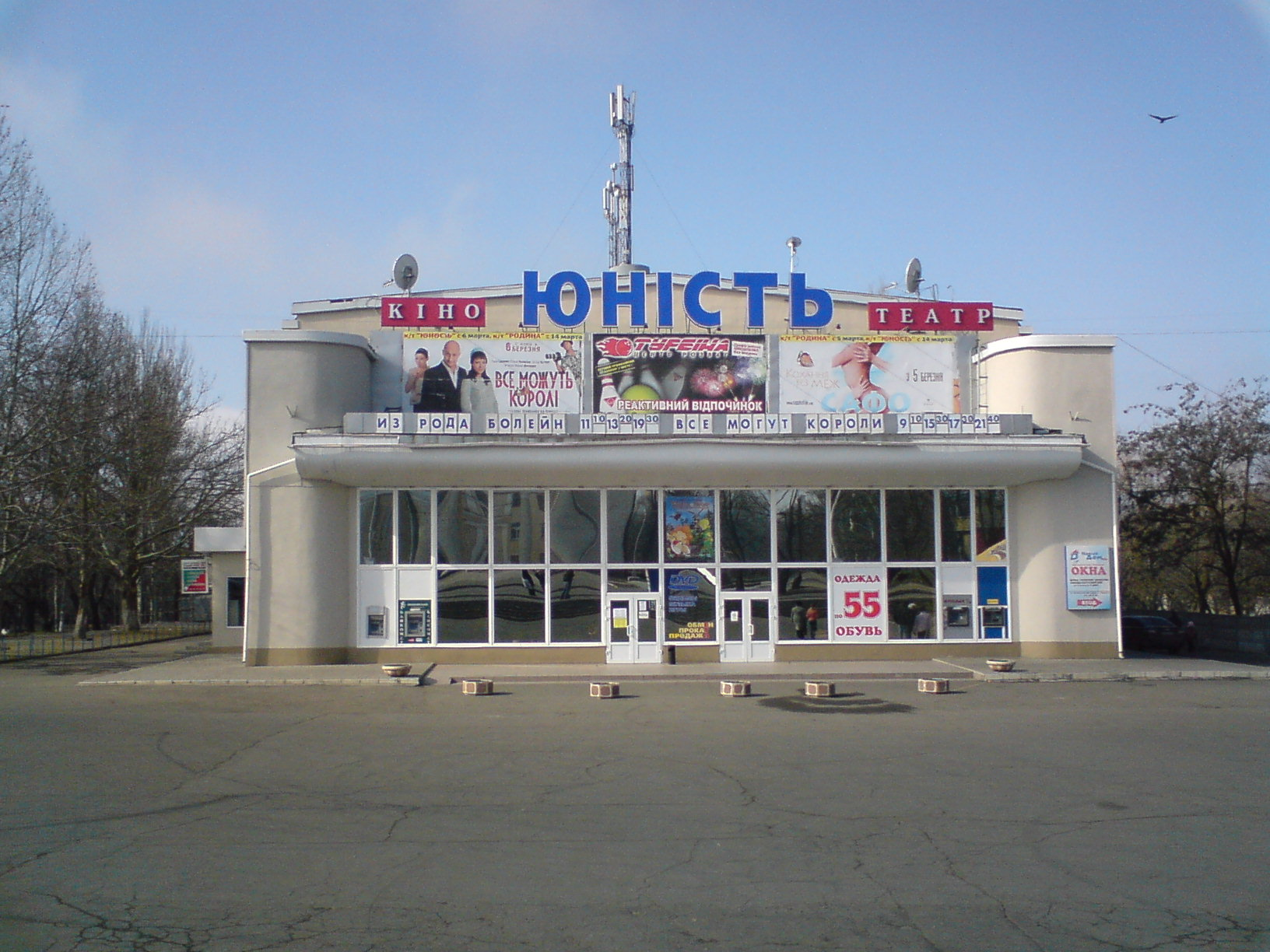
Кинотеатр «Юность» в 2008 году

«Юность» — кинотеатр Николаева с самым большим экраном в городе. Закрыт в январе 2013 года.

## История
Кинотеатр построен в апреле 1971 года. Во времена СССР на кинотеатре был размещён лозунг — «Из всех искусств для нас важнейшим является кино» — В. И. Ленин. Билет на детский сеанс стоил 10 копеек. Впервые в Николаеве в кинотеатре «Юность» были показаны «Звёздные Войны — Империя наносит ответный удар», премьера состоялась в 1991 году.
В августе 2001 года отреставрирован в европейском стиле. Кинотеатр был хорошо обеспечен оборудованием для показа фильмов, но имел всего один зал. Кинотеатр предоставлял следующие услуги:
- кафе-бар в фойе заведения;
- летнее кафе у входа в кинотеатр;
- продажа и прокат лицензионных DVD и видеокассет в специальном пункте;
- банкомат «Аваль» в помещении кинотеатра;
- автопарковка возле заведения[1].

В январе 2013 года кинотеатр был закрыт из-за неприбыльности.
В настоящее время в здании бывшего кинотеатра расположен единственный концерт-холл в городе Николаеве. В 2016 году специалистами проектной компании «Альянс» разработан проект реконструкции здания кинотеатра, реализация которого позволит зданию полностью соответствовать требованиям, предъявляемым к концерт-холлам.

## Технические характеристики
- площадь кинотеатра — 1990,9 м²
- размер киноэкрана — 20,8Х9,3 м
- количество зрительных мест в зале — 1067